# لوثر بوريل
لوثر بوريل (بالإنجليزية: Luther Burrell)‏ هو لاعب اتحاد الرغبي بريطاني، ولد في 6 ديسمبر 1987 في هدرسفيلد في المملكة المتحدة.

## وصلات خارجية
- لوثر بوريل على موقع دوري الرغبي الممتاز (الإنجليزية)
- لوثر بوريل عل موقع إسبنسكروم (الإنجليزية)
- لوثر بوريل على موقع ItsRugby.co.uk (الإنجليزية)